# Ognjen Kržić
Ognjen Kržić (ur. 13 marca 1969 w Dubrowniku) - były chorwacki piłkarz wodny, zdobywca srebrnego medalu Igrzysk Olimpijskich w Atlancie oraz uczestnik Igrzysk w Sydney.